# Christiansfeld
Christiansfeld je dansko mjesto koje se nalazi u općini Kolding, unutar regije Južna Danska. Do 2007. godine, Christiansfeld se nalazio unutar istoimene općine. Međutim, tada je u zemlji provedena općinska reforma (Kommunalreformen 2007.) tako da je Christiansfeld pripao novoformiranoj općini Kolding.
Naselje je 1773. god. osnovala Moravska Crkva (protestantska kongregacija sa sjedištem u Herrnhutu, Saska) i nazvano je po danskom kralju Kristijanu VII.
Mjesto je početkom 2014. godine imalo 2.855 stanovnika.

## Povijest
Većina Christiansfelda je izgrađena od 1773. – 1800., po strogom gradskom planu koji je trebao promicati protestantske ideje urbanističkih ideala Moravske crkve koja je bila pionir egalitarističke filozofije. Građevine su organizirane oko središnjeg crkvenog trga, te su homogene i bez ukrasa, tek jednostavne dvokatnice ili trokatnice od žute opeke i prekrivene crvenim crijepovima. Trg je avenijom povezan s poljoprivrednim zemljištem, te uključuje brojne društvene zgrade kao što su velike zgrade za zajednički život gradskih udovica i neoženjenih žena, ali i muškaraca. Brojne i danas koristi utjecajna i brojna Moravska Crkva.
Za poticanje gradnje, kralj Kristijan VII. obećao je desetogodišnje oslobođenje od poreza za grad i platio 10% troškova izgradnje novih kuća. Odmah je postao jedan od mnogih gradova u pokrajini Schleswig koji su dobili službeni status malog tržišnog grada (flække).
God. 1864. Christiansfeld i ostatak Schleswiga su ustupljen Pruskoj kao rezultat Danskog poraza u Drugom Schleswiskom rata. Ostao je dijalom Njemačke do 1920. god. kada je, kao dio plebiscita dogovorenog Versajskim sporazumom, Sjeverni Schleswig glasovao ponovnom pripojenju Danskoj. Nakon ujedinjenja, Moravska crkva je izgubila neke od prava koja je dobila pri utemeljenju grada u 18. stoljeću. Na primjer, više nije imala mogućnost izbora vodstva grada, utirući put za prvog danskog gradonačelnika koji nije bio član Moravske crkve 1920. godine. Crkva je također tada prodala svoje škole, zbog pada broja članova svoje zajednice.
Danas je grad turistička atrakcija sa starom gradskom jezgrom, Moravskom crkvom sa svojom svjetlom, jednostavnom i impresivnom dvoranom i posebnim grobljem koji privlače tisuće turista svake godine. Njegova je dobro očuvana arhitektura je jedan od razloga zašto je 2015. god. upisan na UNESCO-ov popis mjesta svjetske baštine u Europi
Grad je poznat po svojim medenjacima koji se peku po tajnom receptu iz 1783. god. Do 2008. godine kolači su se pekli u izvornoj pekari iz 18. stoljeća, koja je tada obnovljena zbog novih nacionalnih sanitarnih standarda, ali još uvijek koristi originalne recepte.
- Stari bunar i pumpa
- Tyrstrup Kirke
- Brødremenighedens Hotel
- Jedna od izvornih kuća u gradu.

## Vanjske poveznice
- Službena web stranica mjesta